# Kakassy Endre
Kakassy Endre, írói álneve: Régeni András  (Marosludas, 1903. május 15. – Kolozsvár, 1963. október 18.) közíró, szerkesztő, író, fordító.

## Életútja, munkássága
A nagyenyedi Bethlen Gábor Kollégiumban érettségizett (1923), majd a bukaresti egyetemen folytatott jogi tanulmányokat. 1926 októberétől a Keleti Újság bukaresti tudósítója és szerkesztője; a lapban publicisztikai írások mellett verset, szépprózát is közölt. 1931-ben a Magyar Kurír című bukaresti hetilap főszerkesztője, majd felelős szerkesztője.
A gazdasági világválság idején állás nélkül maradva egy ideig cégfestőként tartotta fenn magát. Az 1930-as évek közepén Brassóba költözött. 1934-től munkatársa, 1938-tól felelős szerkesztője a Brassói Lapoknak. 1942-ben a temesvári Déli Hírlap főszerkesztő-helyettese, majd koholt vádak alapján börtönbe került. Szabadlábra helyezve az 1940-es évek második felében Kolozsvárt az Igaz Szó, Utunk, Korunk munkatársaként működött.
1935-ben a Brassói Lapok és a Népújság Ajándékregénytár c. sorozatában jelent meg Európa patkányai című kalandregénye, Lőrinczi Lászlóval közösen írt A tyúk nem hibás! című baromfi-tenyésztési tanácsadó füzetét az ÁGISZ Hasznos Könyvtár című sorozatában adta közre 1936-ban. Ugyanabban az évben az ESZC és a Kolozsvári Magyar Színház közös drámapályázatán a bírálóbizottság előadásra érdemesnek minősítette A vörös kör című színpadi alkotását.
Szerkesztésében jutott el az olvasókhoz az Erdélyi mesevilág című gyermekkönyv (Arad 1943; 2. kiadás: Marosvásárhely, 1947). Viharos kézfogó című egyfelvonásos népi játéka 1959-ben magyarul és románul, 1961-ben Temesvárt szerb fordításban is megjelent.
A román–magyar közös irodalmi múlt kutatója, a román–magyar kapcsolatok ápolásának cselekvő részese. Az 1950-es évek folyamán közölt cikkeivel és tanulmányaival, klasszikus és kortárs szerzők köteteinek gondozásával, valamint fordításaival a román irodalom magyar nyelvű népszerűsítésének kötelezte el magát. Fordításában látott napvilágot Leonid Petrescu Egy ebéd kalandjai című tudománynépszerűsítő munkája (1955) és Valeriu Emil Galan Szomszédok című kötete (1956); majd Kacsó Sándorral együtt ültette át Ion Călugăru Egy mihaszna gyermekkora című regényét (1958; 2. kiadás 1964), Majtényi Erikkel Alexandru Vlahuță válogatott írásait (Hideg tűzhely mellett. Marosvásárhely, 1959). Számos irodalomtörténeti megemlékezést, esszét írt román írókról, s igazi műfajára az irodalompublicisztikai és filológiai erényeket ötvöző írói monográfiákban talált rá. A fiatal Eminescu című könyve (1959) után jelent meg Eminescu élete és költészete című nagy monográfiája (1962), amelyet az Írószövetség 1963-ban irodalomtörténeti és kritikai díjával jutalmazott, majd pedig a Mihail Sadoveanu (Egy nagy élet és egy nagy életmű története, 1964) című posztumusz műve.
A kard című történelmi színjátékát, amely iskolája, az enyedi kollégium 1704-i felégetését, Pápai Páriz Ferenc rektorságának idejét idézte fel, a kollégium fennállásának 350. évfordulója alkalmából Nagy Géza bevezetőjével a Művelődés (1972/10) közölte.
A kolozsvári Házsongárdi temetőben nyugszik.

## Művei
- Európa patkányai. Regény; Lap és Könyvkiadó R.-t., Braşov-Brassó, 1935 (Ajándékregénytár)
- Lőrinczi László–Kakassy Endre: A tyúk nem hibás!; Ágisz, Braşov, 1936 (Hasznos könyvtár. Gazdasági sorozat)
- Erdélyi mesevilág; összeáll. Kakassy Endre; Kakassy-Molnár, Arad, 1943
- A fiatal Eminescu; Irodalmi és Művészeti Kiadó, Bukarest, 1959
- Viharos kézfogó. Falusi játék; Nyomtatványok és Kiadványok Állami Kiadója, s.l., 1959
- Eminescu élete és költészete; Irodalmi Kiadó, Bukarest, 1962
- Mihail Sadoveanu. Egy nagy élet és egy nagy életmű története; Irodalmi Kiadó, Bukarest, 1964